# Oligotylus carneatus
Oligotylus carneatus är en insektsart som först beskrevs av Knight 1930.  Oligotylus carneatus ingår i släktet Oligotylus och familjen ängsskinnbaggar. Inga underarter finns listade i Catalogue of Life.